# John Bigland
John Bigland (1750-1832) fue un maestro de escuela, naturalista e historiador de Inglaterra.
-John Bigland, historiador inglés, 1750-1832, fue maestro de escuela hasta los cincuenta años de edad, en que se dio a conocer por varias obras. Una de ellas: "Precis politique et militaire de l'Europe de 1783 a 1814",traducida al francés y continuada por MacCharty, París, 1819 (J. Almirante: "Bibliografía militar de España", Madrid, Tello, 1876)

## Biografía
Bigland fue nativo de Skirlaugh, en Holderness, y pasó gran parte de su vida en su villa como maestro de escuela, y cuando llegó a los cincuenta años de edad llegó a ser un autor y publicó su primer trabajo en 1804.
En Rhode's "Yorkshire Scenery", 1826, habla de algunos particulares de Bigland y según Rhode, vivía en una simplicidad patriarcal, y sistemáticamente dividía sus horas entre sus libros y su jardín, y murió en Finningley cerca de Doncaster, el 22 de febrero de 1832.
Para una lista de sus varias obras consultar "Gentleman's magazine" pág 645., y fue amigo y patrón de Bigland, Sir William St. Quintin (-1795), Alto Sheriff de la ciudad de York en 1733. 

## Obra
- A natural history of birds, fishes, reptiles and insects, Filadelfia, 1865.
- A natural history of animals, Filadelfia, 1865.
- Histoire d'Espagne...., París, 1823, 3 v.
- Letters on French history:...., Baltimore, 1819.
- An historical display of the effects of physical and moral...., Londres, 1816.
- The history og England..., Boston, 1815, 2 v.
- Yorkshire,...., Londres, 1815.
- A sketch of the history of Europe from the year 1783 to the general peace in 1814, Londres, 1815.
- Letters on the study and use of ancient and modern history:..., Filadelfia, 1814.
- A geographical and historical view of the world:....., Boston, 1811, 5 v.
- Essays on various subjects, Doncaster, 1805, 2 v.
- Letters on the modern history and political aspect of Europe:...., Londres, 1804.